# Mobile (Alabama)
Mobile è una città degli Stati Uniti d'America, capoluogo della Contea di Mobile nel sud-ovest dell'Alabama. Secondo una stima del 2006 ha una popolazione di 192.830 abitanti ed è la città principale dell'omonima Area Statistica Metropolitana (MSA), la quale ha una popolazione approssimativa di 564.013 abitanti. Mobile è la terza città più popolata dell'Alabama.
Il nome della città deriva dalla tribù indiani dei Mobile (Mauvile o Maubila) che si trovavano nella zona al tempo della fondazione.
Mobile è la prima città statunitense ad aver organizzato feste per l'ultimo giorno del Carnevale, il Martedì grasso (chiamato localmente Mardi Gras, essendo stato istituito dai coloni francesi), una tradizione che iniziò nel 1703 e che si rinnova ogni anno, con uniche eccezioni dovute alle guerre. Inoltre è l'unica città con un porto di mare in Alabama.

## Geografia e clima

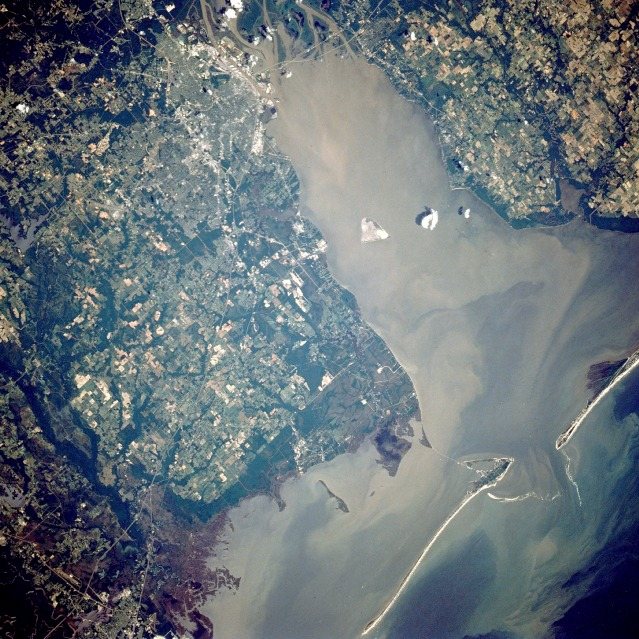
La baia di Mobile dal satellite, 1991

Mobile si trova sul fiume Mobile, al vertice della baia di Mobile, nella costa centro-settentrionale del golfo del Messico. La città è situata a 270 km a sud-est di Montgomery e a 232 km a nord-est di New Orleans. Secondo l'United States Census Bureau, Mobile ha una superficie totale di 159.4 miglia quadrate (413 km²), delle quali 117.9 miglia quadrate (305 km²) coperti da terra e 41.5 miglia quadrate (107.5 km²).

### Clima
Mobile, essendo una città centrale del Golfo del Messico, ha un clima subtropicale caratterizzato da miti ed umidi inverni e da calde ed umide estati. Inoltre è soggetta al pericolo di tempeste tropicali e uragani che visitano spesso questa zona. La temperatura più bassa (−18 °C) è stata registrata il 13 febbraio 1899, mentre quella più alta (41 °C) è stata registrata il 29 agosto 2000.
| Mobile              | Mesi  | Mesi  | Mesi  | Mesi  | Mesi  | Mesi  | Mesi  | Mesi  | Mesi  | Mesi | Mesi  | Mesi  | Stagioni | Stagioni | Stagioni | Stagioni | Anno    |
| Mobile              | Gen   | Feb   | Mar   | Apr   | Mag   | Giu   | Lug   | Ago   | Set   | Ott  | Nov   | Dic   | Inv      | Pri      | Est      | Aut      | Anno    |
| ------------------- | ----- | ----- | ----- | ----- | ----- | ----- | ----- | ----- | ----- | ---- | ----- | ----- | -------- | -------- | -------- | -------- | ------- |
| T. max. media (°C)  | 16    | 18    | 21,8  | 25,3  | 29,2  | 31,8  | 32,8  | 32,6  | 30,6  | 26,2 | 21,5  | 17,1  | 17,0     | 25,4     | 32,4     | 26,1     | 25,2    |
| T. min. media (°C)  | 4,4   | 6,3   | 9,6   | 13,0  | 17,6  | 21,3  | 22,6  | 22,6  | 20,0  | 14,2 | 9,2   | 5,7   | 5,5      | 13,4     | 22,2     | 14,5     | 13,9    |
| Precipitazioni (mm) | 143,3 | 129,8 | 156,0 | 121,7 | 130,3 | 154,9 | 184,4 | 176,8 | 129,8 | 93,7 | 130,3 | 128,5 | 401,6    | 408,0    | 516,1    | 353,8    | 1 679,5 |

## Storia

### La fondazione

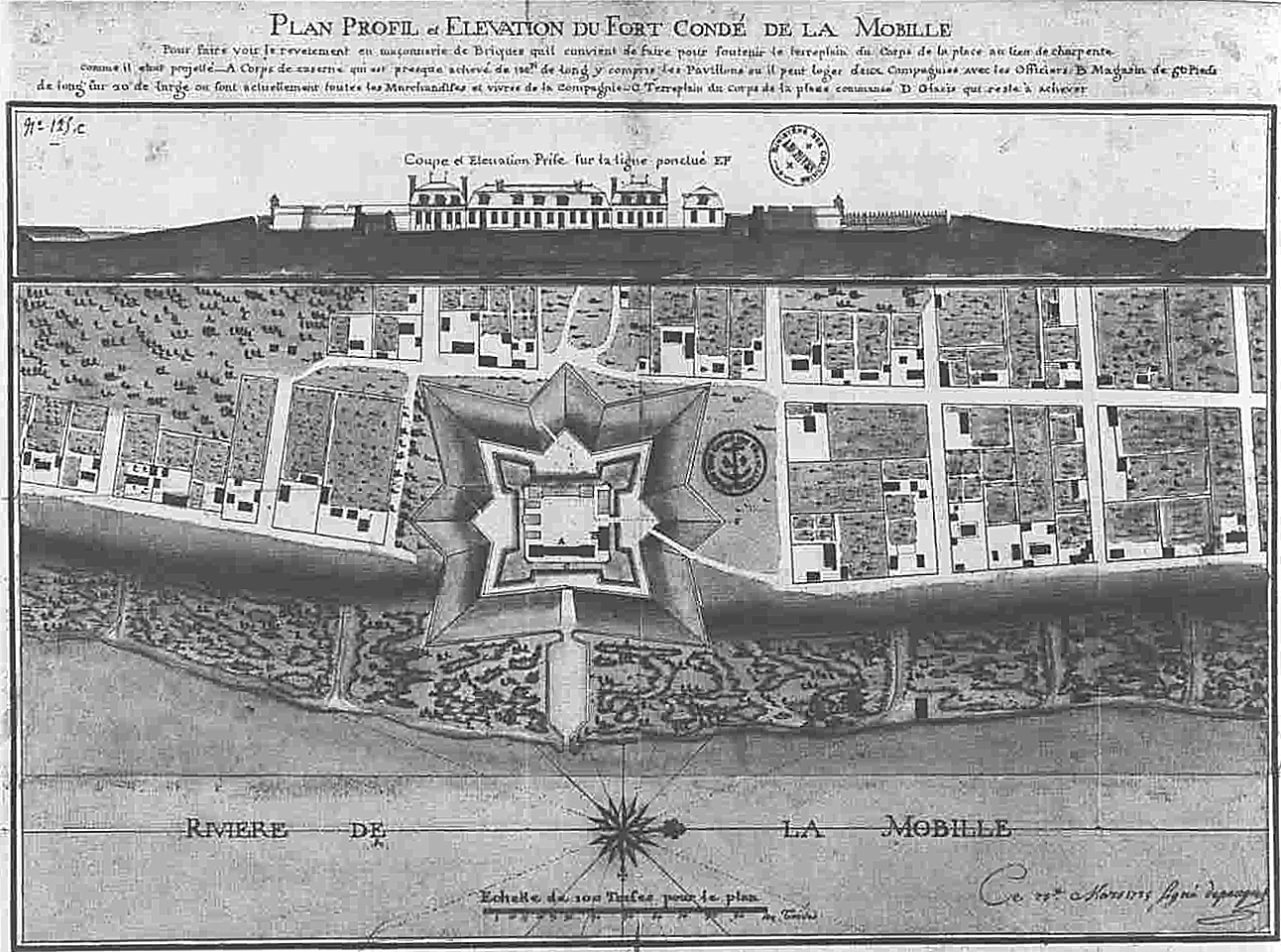
Una mappa di Mobile del 1725

Il primo insediamento europeo, conosciuto con il nome di Fort Louis de la Louisiane, venne fondato lungo il fiume Mobile nel 1702 dai fratelli Pierre Le Moyne d'Iberville e Jean-Baptiste Le Moyne de Bienville. La Mobile divenne così la prima capitale della Louisiana francese, inoltre, l'anno seguente venne dotata dal vescovo di Quebec di una parrocchia, la prima di tutta la costa del Golfo statunitense. La popolazione tuttavia, nei primi anni di vita della colonia, non superò mai le trecento unità, anzi, febbre gialla ed altre malattie contribuirono a far diminuire il numero degli abitanti. Arrivarono anche degli schiavi dall'Africa, ma la situazione non migliorò, pertanto il governatore Bienville stabilì il trasferimento della colonia in una zona meno impervia ed ostile. Come nuovo insediamento venne scelta la zona dove il fiume Mobile sfocia nell'omonima baia. La nuova colonia venne fondata nel 1711, e subito venne dotata di un nuovo fortino, il Fort Louis. Le condizioni di vita erano notevolmente migliorate e la popolazione aumentò, ma nel 1720 venne deciso di spostare la capitale della Louisiana da Mobile a Biloxi. Tre anni dopo venne edificato un nuovo fortino, in pietra, chiamato Fort Condè, in onore di Luigi-Enrico di Borbone-Condé ma, dopo che Mobile passò sotto il controllo britannico, in seguito al Trattato di Parigi e divenne una cittadina della Florida occidentale, il Fort Condè venne ribattezzato Fort Charlotte, in onore della regina Carlotta di Meclemburgo-Strelitz. Nel 1763 arrivarono a Mobile i primi ebrei, prima infatti, secondo una norma voluta dal Re Sole, nessun giudeo poteva risiedere entro i confini delle colonie francesi. Durante la Rivoluzione Americana rimase fedele alla corona britannica ma, con l'ingresso nel conflitto della Spagna, che controllava New Orleans, tutta la Florida occidentale venne occupata, compresa Mobile (1780). Durante il dominio spagnolo, che durò fino al 1812, anno in cui venne occupata dalle truppe statunitensi, il Fort Charlotte cambiò nuovamente il nome in Fortaleza Carlota.

### Il XIX secolo
Nel 1813 Mobile venne annessa in un primo momento nel Territorio del Mississippi poi, quando il Mississippi divenne stato entrò nel Territorio dell'Alabama. Tra il 1819 ed il 1822, con la creazione delle piantagioni, la popolazione aumentò a dismisura, inoltre, a favorire lo sviluppo cittadino vi era la sua posizione geografica, al centro delle tratte commerciali tra l'Alabama ed il Mississippi. Si sviluppò particolarmente il settore legato alla vendita ed al commercio del cotone, tanto che nel 1840, Mobile era seconda solo a New Orleans per esportazione del prezioso materiale. Alla vigilia della Guerra di secessione americana la popolazione libera della Contea di Mobile aumentava a 29.754 unità, di cui poco più di mille erano neri, gli schiavi invece erano 11.376. Durante la guerra venne costruito a Mobile il sottomarino H.L. Hunley, il primo nella storia che affondò una nave nemica. Nel 1864 le squadre navali dell'Unione presero il pieno controllo della Baia di Mobile e il 12 aprile, la città si arrese all'Esercito dell'Unione. Pochi giorni dopo trecento persone morirono per un'esplosione di un deposito unionista di munizioni.

### Il XX secolo

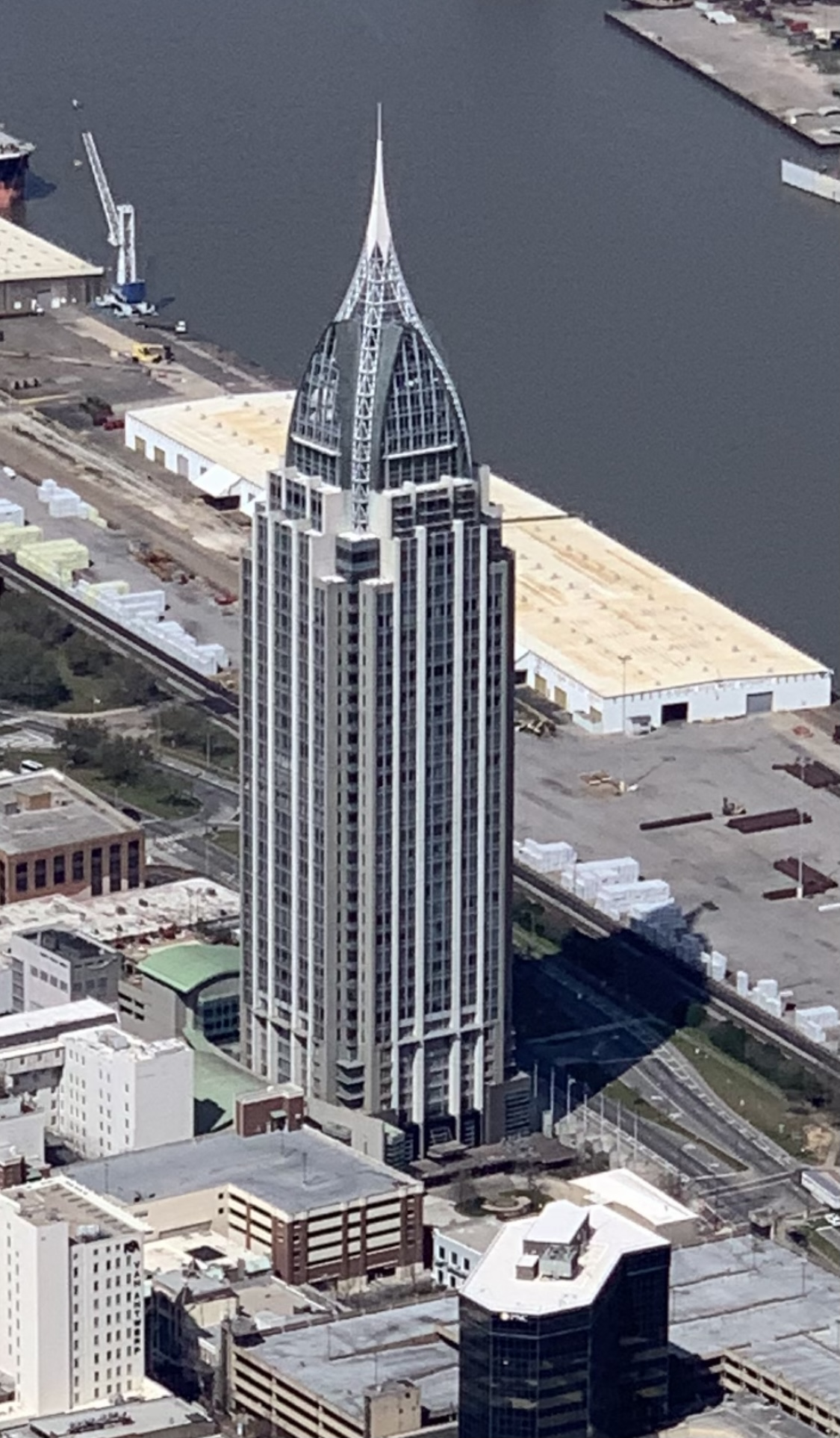
RSA Battle House Tower

Mobile divenne un centro importantissimo nella seconda guerra mondiale per la produzione bellica, novantamila persone accorsero nella città per lavorare nelle nuove industrie sorte dopo lo scoppio del conflitto. Nei suoi cantieri navali vennero costruite soprattutto navi Liberty, ma anche navi cargo, cacciatorpediniere e dragamine. Negli anni successivi alla fine del conflitto i neri, come negli altri stati, si batterono per i loro diritti, anche se Mobile veniva considerata la più tollerante delle città del Sud.

## Monumenti e luoghi d'interesse
- Cattedrale di Cristo, costruita nella prima metà del XIX secolo;
- Cattedrale dell'Immacolata Concezione costruita nella prima metà del XIX secolo, è iscritta al National Register of Historic Places.

## Società

### Evoluzione demografica
Abitanti censiti (in migliaia)

Secondo il censimento del 2010, risultano 195.111 abitanti.

### Etnie e minoranze straniere
La composizione etnica della città è 45,0% bianchi, 50,6% neri, 0,3% nativi americani, 1,8% asiatici, 0,0% isolani del Pacifico, 0,9% di altre razze, e 1,4% di due o più etnie. Il 2,4% della popolazione è ispanica. I bianchi non ispanici erano il 43,9% della popolazione nel 2010, mentre nel 1980 erano il 62,1%.

## Cultura

### Istruzione

#### Università
Mobile è sede della University of South Alabama, pubblica, fondata nel 1963.

## Economia
Il settore di immagazzinaggio merce relativo ai movimenti portuali sta subendo un'ondata di arresto rispetto all'iniziale grande espansione. Nonostante ciò Mobile è in corsa per ottenere un contratto militare record di 200 miliardi di dollari circa che farebbe generare circa 5.000 posti lavoro con alti salari lanciando così la città tra le più prosperose del Paese. Mobile ha avuto un grande beneficio economico dai disastri creati dall'uragano Katrina con migliaia di evacuati che sono già ritornati in città. Da questo uragano Mobile ha visto un boom di nuove abitazioni con ben 2.000 case nuove sorte negli ultimi 16 mesi.

## Infrastrutture e trasporti
Mobile è situata all'intersezione tra l'Interstate 10 che corre parallelamente alla costa e l'Interstate 65, che attraversa in senso sud-nord tutto il Midwest sino all'area metropolitana di Chicago.
Mobile è servita dall'aeroporto Regionale di Mobile, situato a circa 21 km ad ovest della città.

## Sport
A Mobile si trova il Ladd-Peebles Stadium che ospita alcune importanti partite di football americano come l'annuale Alabama-Mississippi All Star Game.
Per i golfisti il Magnolia Grove è uno dei migliori campi sui quali cimentarsi. Dispone di 36 buche. Secondo il Golf Digest il Magnolia Grove è tra i 10 migliori campi da golf.
Tra le strade di Mobile si corre ogni anno l'Azalea Trail Run per un percorso complessivo di 6 miglia circa.
Dal 1995 i Mobile BayBears sono una squadra della lega minore di baseball. Giocano allo Hank Aaron Stadium. Dopo soli 2 anni vinsero la Lega del Sud, battendo in finale i Jacksonville Suns per 3 partite ad 1 e fu nominata nel 1998 miglior squadra dell'anno della lega minore.

## Amministrazione

### Gemellaggi
| - Cockburn - L'Avana - Ichihara - Pau - Katowice - Gaeta - Košice - Worms - Malaga | - Costanza - Pyongtaek - Veracruz - Gianjin - King Shaka - Rostov-sul-Don |